# Sergei Adamovich Kovalev
Sergei Adamovich Kovalev (thường viết là Sergey Kovalyov; tiếng Nga: Сергей Адамович Ковалёв; sinh ngày 2 tháng 3 năm 1930) là chính trị gia và nhà hoạt động vì nhân quyền người Nga, người bất đồng chính kiến thời Liên Xô cũ và là tù nhân chính trị.

## Sự nghiệp ban đầu
Kovalev sinh tại thành phố Seredina-Buda ở Ukraina, gần Sumy. Năm 1932, gia đình ông di chuyển về làng Podlipki gần Moskva. Năm 1954 ông tốt nghiệp Đại học Quốc gia Moskva. Là nhà lý sinh, Kovalev là tác giả của trên 60 xuất bản phẩm khoa học. Từ giữa thập niên 1950, ông chống đối các lý thuyết của Trofim Lysenko được Đảng Cộng sản Liên Xô ưa chuộng.
Năm 1969, Kovalev thành lập Hiệp hội nhân quyền Xô Viết đầu tiên: Initiative Group for the Defense of Human Rights in the USSR (Nhóm sáng kiến bảo vệ Nhân quyền ở Liên Xô) và sau này trở thành mối liên kết chính với phong trào bất đồng chính kiến ở Litva. Kovalev tích cực tham gia vào việc xuất bản các tạp chí định kỳ samizdat như Chronicle of Current Events ở Moskva và The Chronicle of the Catholic Church ở Litva.

## Bị bắt
Ngày 8.12.1974, ông bị bắt, đưa ra xét xử ở Vilnius, về tội tuyên truyền khích động và "chống Liên Xô (Điều 70 Luật hình sự của Cộng hòa Xã hội chủ nghĩa Xô viết Liên bang Nga) và bị phạt 7 năm trong các trại lao động cưỡng bách ở vùng Perm cùng nhà tù Chistopol, rồi sau đó 3 năm lưu đày trong nước ở Kolyma. Khi mãn hạn, ông định cư ở Kalinin (nay là Tver).

## Dưới thời perestroika
Trong thời perestroika do Mikhail Gorbachev khởi xướng, Kovalev được phép trở lại Moskva (năm 1986). Trong thời kỳ này, ông tiếp tục hoạt động và tham gia vào việc thành lập nhiều tổ chức nhân đạo then chốt và các sáng kiến:
- Hội nhân quyền Memorial, nhằm tưởng niệm và phục hồi các nạn nhân của cuộc đàn áp chính trị ở Liên Xô. Kovalev làm đồng chủ tịch hội này từ năm 1990.
- Chi hội Ân xá Quốc tế ở Moskva.
- Hội nghị nhân quyền quốc tế (tháng 12/1987)
- Câu lạc bộ báo chí "Glasnost"

Năm 1989, Andrei Sakharov tiến cử ông làm đồng giám đốc của Nhóm Dự án bảo vệ nhân quyền, sau này đặt tên lại là Nhóm nhân quyền Nga-Mỹ (Russian-American Human Rights Group).

## Nước Nga hậu Xô Viết
Sau khi Liên Xô tan rã, Kovalev trở lại hoạt động chính trị chính thức. Tháng giêng năm 1991, ông là đồng tác giả của Bản tuyên ngôn Nhân quyền và quyền dân sự ở Nga (Declaration of Human and Civil Rights in Russia) và là người đóng góp chủ yếu vào Điều 2 (Rights and Liberties of Man and Citizen) của Hiến pháp Liên bang Nga.
Từ 1990 tới 1993, ông được bầu làm đại biểu nhân dân của Liên bang Nga, và là thành viên của đoàn chủ tịch Hội đồng tối cao Liên bang Nga (Supreme Council of the Russian Federation). Ông làm trưởng Ủy ban Nhân quyền của tổng thống và Ủy viên Nhân quyền của nghị viện Nga, Duma Quốc gia.
Từ năm 1993 tới 2003 Kovalev là nghị sĩ của Duma Quốc gia Nga. Từ năm 1996 tới 2003 ông cũng là thành viên của phái đoàn Nga tham dự Hội nghị nghị viện của Ủy ban châu Âu và là thành viên của ủy ban hội nghị về các vấn đề luật pháp và nhân quyền.
Năm 1993, ông đồng sáng lập phong trào chính trị - sau này trở thành đảng - Choice of Russia (Выбор России), sau này đặt tên lại là Democratic Choice of Russia (Демократический выбор России).
Từ năm 1994, Kovalev – lúc đó là cố vấn nhân quyền của Boris Yeltsin – đã công khai chống đối việc can thiệp quân sự của Nga vào Chechenskaya, hợp tác với quân nổi dậy và thúc giục binh sĩ Nga từ bỏ (sự can thiệp này). Từ Grozny, ông đã đích thân chứng kiến và tường thuật các sự thật của Chiến tranh Chechnya lần thứ I. Các bài tường thuật hàng ngày của ông qua điện thoại và trên TV đã khích động dư luận công chúng Nga chống đối chiến tranh. Vì hoạt động chống đối, ông đã bị bãi nhiệm chức nghị sĩ ở Duma năm 1995.
Kovalev đã là một người chỉ trích thẳng thừng các khuynh hướng độc đoán trong chính quyền của Boris Yeltsin và Vladimir Putin. Năm 1996, ông từ chức trưởng ủy ban nhân quyền của tổng thống Yeltsin, và đăng một thư ngỏ gửi Yeltsin, trong đó Kovalyov cáo buộc tổng thống đã từ bỏ các nguyên tắc dân chủ. Năm 2002, ông tổ chức một ủy ban công cộng để điều tra vụ đặt bom khủng bố khối nhà chung cư ở Moskva năm 1999 (ủy ban Kovalev), nhưng đã bị làm cho tê liệt sau khi một ủy viên của ủy ban là Sergei Yushenkov bị ám sát,, một ủy viên khác là Yuri Shchekochikhin được cho là bị đầu độc bằng thallium, và nhà điều tra kiêm luật sư hợp pháp của ủy ban là Mikhail Trepashkin bị bắt giam.

## Giải thưởng và Vinh dự
Kovalev đã đoạt nhiều giải thưởng và danh hiệu danh dự, trong đó có Giải Olof Palme năm 2004.
Năm 2005, ông tham gia vào phim "They Chose Freedom", một phim tài liệu truyền hình tay tư về các phong trào bất đồng chính kiến ở Liên Xô.

## Tác phẩm
- Putin's War (2000)